# أدب الكدية
أدب الكُدية ويُطلق عليه أيضًا أدب الحيلة والتسول واستجداء المال، والكُدية لفظة عربية مشتقة من أجدى أي طلبَ. نشأ أدب الكدية بعد تحول التسول إلى حرفة سُميت بالكُدية، وقد كانت إحدى أبرز ظواهر المجتمع العباسي في عصوره الأخيرة وتحولت من مفهوم اجتماعي إلى ظاهرة أدبية لها روادها وشعراءها وجمهورها في ذلك الوقت، وأطلق عليها أيضًا الساسانية حيث كان المكدين يدّعون أنهم أبناء سلالة ملكية وهي ساسان ليكسبوا شيئاً من الشفقة، وما يدفع الناس إلى تصديقهم هو تخبط الأحوال السياسية في ذلك الوقت على العالم الإسلامي بأجمعه. ساهمت الكدية في ازدهار نوع جديد من الأدب العربي وهو المقامات، حيث كان أشهر الكدّائين هم ممن يؤلفون المقامات وتتضمنها قصصهم، ومن أشهرهم الأحنف العكبري.

## نماذج أدبية
أبيات شعرية لأحد شعراء الكدية وهو الأحنف العكبري.
| أدب الكدية | رأيْتُ الشعرَ لا يُغني فتيلاً إذا ما البيتُ أعَوزهُ الدقيقُ إذا نفد الدقيق فقدْتُ عقلي ويبقى العقلُ ما بقيَ الدقيقُ | أدب الكدية |

## أشهر شعراء الكدية
- الأحنف العكبري.
- أبو دلف الخزرجي.
- أبو فرعون الساساني.
- أحمد الهيتي.
- أبو العيناء.
- ابن الحجاج.
- ابن سكرة.
- الأقطع الكوفي.
- أبو المخفف.